# Walther Arnsperger

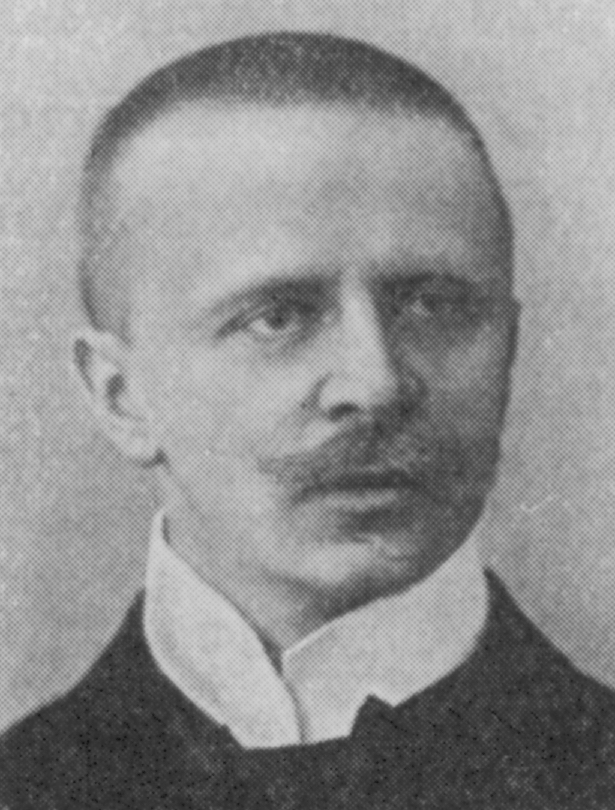
Walther Arnsperger

Walther Arnsperger (* 6. April 1871 in Heidelberg; † 6. April 1902 in Berlin) war ein deutscher Philosoph. 

## Familie
Walther Arnsperger kam als ältester von drei Söhnen der Eheleute Carl Ludwig Friedrich Arnsperger und Rosa Ernestine Wilhelmine Arnsperger, geb. Bischoff-Deurer (1840–1877), zur Welt. Sein Vater war Ministerialrat im badischen Ministerium des Innern. Seine Brüder Ludwig und Hans waren beide Professor für Medizin.

## Leben
Arnsperger studierte an der Rheinischen Friedrich-Wilhelms-Universität Bonn und der Ruprecht-Karls-Universität Heidelberg Philosophie. 1889 wurde er Mitglied des Corps Rhenania Bonn. In Heidelberg wurde er 1893 zum Dr. phil. promoviert. 1895 bis 1896 war er Lehramtspraktikant am Gymnasium in Freiburg i.Br. 1897 habilitierte er sich in Heidelberg und wurde Privatdozent. Ab 1900 war er Privatdozent für Geschichte der neueren deutschen Literatur sowie Philosophie an der TH Hannover. Er starb auf einer Reise im Berliner Hotel „Habsburger Hof“ und wurde in Karlsruhe beigesetzt.

## Schriften
- Lessings Seelenwanderungsgedanke kritisch beleuchtet. Diss. Heidelberg (1893). Digitalisat
- Lessings Beschäftigung mit der Leibnizischen Philosophie. In: Neue Heidelberger Jahrbücher, Bd. 7 (1897), S. 43–57. Digitalisat
- Christian Wolff's Verhältnis zu Leibniz. E. Felber: Berlin (1897)
- (Mit Carl Theodor Weiss, Otto Kienitz und Karl Wagner) Badische Bibliothek: Systematische Zusammenstellung selbständiger Druckschriften über die Markgrafschaften, das Kurfürstenthum und Grossherzogthum Baden. 3 Bde. A. Bielefeld: Karlsruhe (1897–1901) – Teil 1: Staats- und Rechtskunde. Bd. 1 Digitalisat – Bd. 2 Digitalisat – Teil 2: Litteratur der Landes- und Volkskunde des Grossherzogtums Baden. Digitalisat
- Einfluss der kirchlichen Unionsversuche des 13., 14. und 15. Jahrhunderts auf die philosophische Renaissance des Abendlandes. In: Neue Heidelberger Jahrbücher, Bd. 9 (1899), S. 73–89. Digitalisat
- Die Entstehung von "Werthers Leiden". In: Neue Heidelberger Jahrbücher, Bd. 10 (1900), S. 195–217. Digitalisat
- Sechs Vorträge über Goethe's "Faust", gehalten Oktober bis November 1901 für die Wissenschaftlichen Vereine im Kestnermuseum zu Hannover. J. Hörning: Heidelberg (1903)